# Projecte Runeberg
El Projecte Runeberg (suec, Projekt Runeberg) és una iniciativa de voluntariat per publicar versions electròniques lliures de llibres importants per a la cultura i història dels països nòrdics. Agermanat amb el Projecte Gutenberg, va ser fundat per Lars Aronsson i altres companys a la Universitat de Linköping i van començar a publicar literatura nòrdica a partir de desembre del 1992.

## El projecte
El Projecte Runeberg va ser fundat per Lars Aronsson a la Universitat de Linköping, especialment dins el grup Lysator, amb la intenció d'oferir versions digitals de llibres cabdals de la cultura nòrdica. L'any 2015 ja han digitalitzat obres com el Nordisk familjebok, amb el text extret i corregit totalment o en part, així com obres llatines i traduccions a l'anglès d'autors nòrdics, a més de partitures i altres textos d'interès cultural, i han publicat 1,6 milions de pàgines en text OCR.
Es volia que el nom del projecte sonés semblant a "Gutenberg"; així, es va triar el poeta nacional finlandès Johan Ludvig Runeberg. A més, el cognom del poeta es pot entendre en molts idiomes germànics com a "muntanya de lletres" (Rune, 'runa', l'antiga escriptura escandinava; berg, 'muntanya').